# Ryu So-yeon
Ryu So-yeon of So Yeon Ryu (Koreaans: 유소연; Zuid-Korea, 29 juni 1990) is een Zuid-Koreaanse golfprofessional. Ze debuteerde in 2008 op de LPGA of Korea Tour en in 2011 op de LPGA Tour.

## Loopbaan
In 2007 werd Ryu een golfprofessional. In februari 2008 behaalde ze haar eerste profzege op de Amerikaanse Cactus Tour.
In 2008 debuteerde Ryu op de LPGA of Korea Tour en behaalde in april haar eerste zege op die tour. Ze won het Sports Seoul-KYJ Golf Open en het was tevens haar eerste golftoernooi van het seizoen. In het volgend seizoen, in 2009, was haar beste golfseizoen op die tour door vijf golftoernooien te winnen.
In 2011 golfte Ryu op het US Women's Open en maakte zo haar debuut op de LPGA Tour. Ze won tevens het US Women's Open nadat ze de play-off won van Seo Hee-kyung. In 2012 speelde ze haar eerste volledige golfseizoen op die tour.

## Prestaties
LPGA Tour
| Nr. | Datum            | Toernooi                      | Score           | Score | Info                              |
| --- | ---------------- | ----------------------------- | --------------- | ----- | --------------------------------- |
| 1   | 11 juli 2011     | US Women's Open               | 74-69-69-69=281 | –3    | Won de play-off van Seo Hee-kyung |
| 2   | 12 augustus 2012 | Jamie Farr Toledo Classic     | 67-68-67-62=264 | –20   |                                   |
| 3   | 24 augustus 2014 | Canadian Pacific Women's Open | 63-66-67-69=265 | –23   |                                   |

| major |

Ladies European Tour
| Nr. | Datum         | Toernooi                                | Score           | Score | Info |
| --- | ------------- | --------------------------------------- | --------------- | ----- | ---- |
| 1   | 15 maart 2015 | Mission Hills World Ladies Championship | 72-73-65-69=279 | –13   |      |

LPGA of Korea Tour
| Nr. | Datum            | Toernooi                              | Score           | Score    | Info                              |
| --- | ---------------- | ------------------------------------- | --------------- | -------- | --------------------------------- |
| 1   | 13 april 2008    | Sports Seoul-KYJ Golf Open            | 68-70-73=211    | –5       |                                   |
| 2   | 25 mei 2009      | Doosan Match Play Championship        | 27 holes        | 27 holes | Runner-up: Choi Hye-yong          |
| 3   | 7 juni 2009      | Woori Ladies Championship             | 70-66-68=204    | –12      |                                   |
| 4   | 19 juni 2009     | MBC Tour S-Oil Champions Invitational | 69-69-72=210    | –6       |                                   |
| 5   | 16 augustus 2009 | SBS Charity Women’s Open              | 69-70-67=206    | –10      |                                   |
| 6   | 19 december 2009 | Orient China Ladies Open              | 70-71-70=211    | –5       | Won de play-off van Seo Hee-kyung |
| 7   | 12 juni 2011     | SBS Tour Lotte Cantata Ladies Open    | 69-69-64=202    | –14      |                                   |
| 8   | 9 september 2012 | Hanwha Finance Classic                | 70-70-71-68=279 | –9       |                                   |

Cactus Tour
| Nr. | Datum           | Toernooi               | Score        | Score | Info |
| --- | --------------- | ---------------------- | ------------ | ----- | ---- |
| 1   | 6 februari 2008 | Event #3 at Wigwam Red | 70-70-68=208 | –8    |      |

Overige
- 2014: Mission Hills World Ladies Championship - team (met Inbee Park)
- 2015: Mission Hills World Ladies Championship - team (met Inbee Park)